# دولیچه (سینیتسا)
دولیچه (به صربی: Doliće) یک منطقهٔ مسکونی در صربستان است که در سینیتسا واقع شده‌است. دولیچه ۲۵٫۸۰ کیلومتر مربع مساحت و ۳۲۲ نفر جمعیت دارد.